# Federació de Guinea Bissau de Futbol
La Federació de Futbol de Guinea Bissau (FFGB) —en portuguès: Federação de Futebol da Guiné-Bissau— és la institució que regeix el futbol a Guinea Bissau. Agrupa tots els clubs de futbol del país i es fa càrrec de l'organització de la Lliga de Guinea Bissau de futbol i la Copa. També és titular de la Selecció de futbol de Guinea Bissau absoluta i les de les altres categories.
Va ser formada el 1974.
- Afiliació a la FIFA: 1986.
- Afiliació a la CAF: 1986.